# Setaria arizonica
Setaria arizonica là một loài thực vật có hoa trong họ Hòa thảo. Loài này được Rominger miêu tả khoa học đầu tiên năm 1962.